# Мечеть Фахр ад-Дин
Мечеть Фахр ад-Дин (араб. مسجد فخر الدين زنكي‎) расположена в столице Сомали Могадишо, в районе Хамар Вэйн (сомал. Xamar Weyne, «Старый Хамар») — старейшей части города. Построенная в 1269 году по велению первого султана Султаната Могадишо Фахр ад-Дина, она является старейшей мечетью на Африканском роге.

## Описание
Мечеть построена из камня, внутри отделана индийским мрамором и кораллами. Михраб с аркой, украшен глазурованными коралловыми плитками.